# Château du Fort-des-Salles
Le château du Fort-des-Salles est un château construit à partir du XIVe siècle sur la commune de Mayet (Sarthe) dans la région historique du Maine (actuel département de la Sarthe). 
Cet édifice est en partie inscrit et classé au titre des monuments historiques.

## Architecture

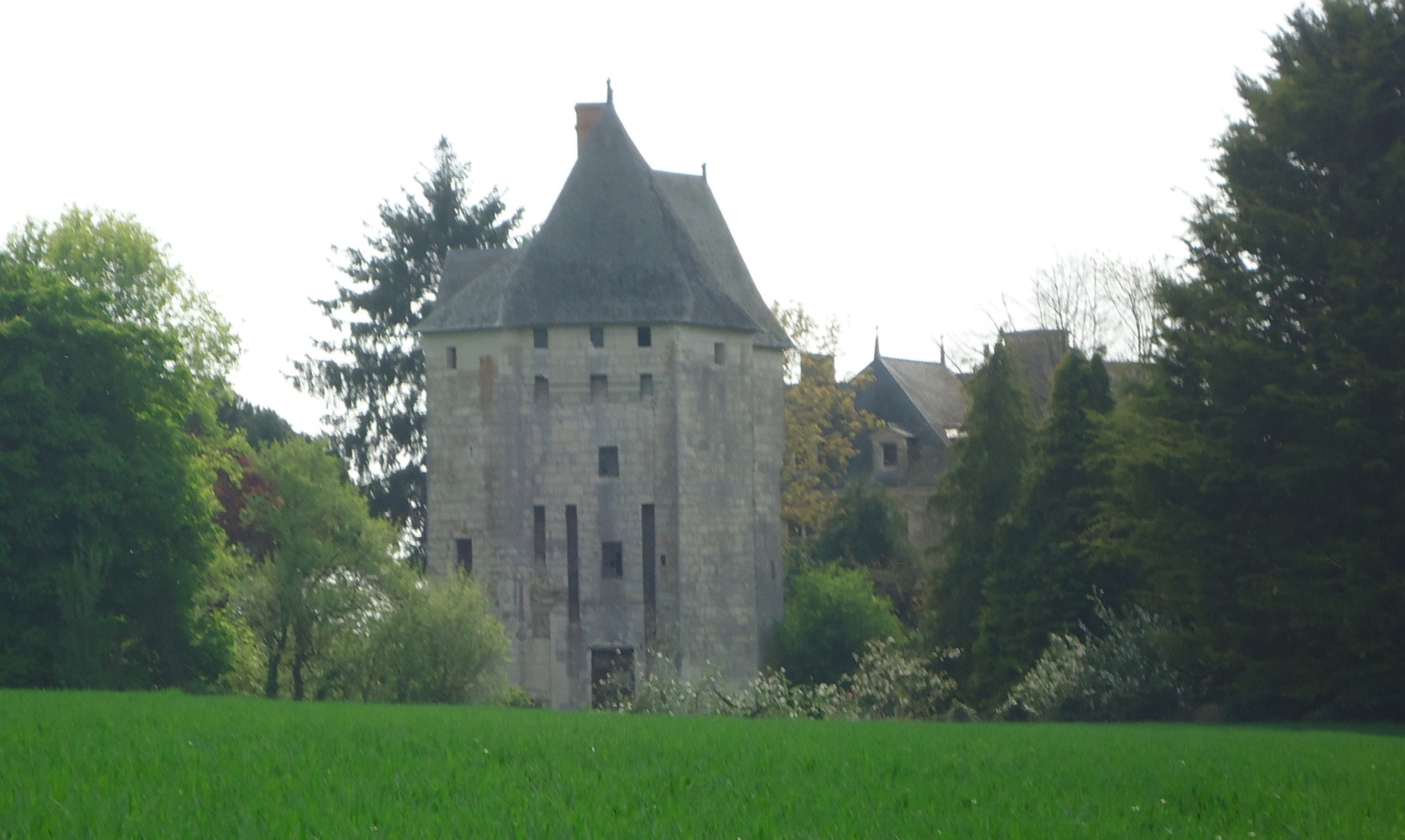
Poterne, vue est

## Histoire
Ce fort était à l’origine un ouvrage strictement défensif, comme en témoignent les mâchicoulis et les bretèches latérales, fondé sous Henri II Plantagenêt pour accueillir une présence militaire, afin d’assurer la sécurité de ses terres du Maine.Appelé, depuis les guerres anglaises du XVIe siècle, château de Mayet. Un étang existait près du château, à l’emplacement du plan d’eau actuel.[réf. nécessaire]

## Protections
La tour de l'ancien château bénéficie d'une inscription aux monuments historiques par arrêté du 23 mai 1927, tandis que la poterne bénéficie d'un classement depuis le 21 décembre 1984.